# سیارک ۴۸۶۸
سیارک ۴۸۶۸ (به انگلیسی: 4868 Knushevia، نامگذاری:1989UN2) چهار هزار و هشتصد و شصت و هشتمین سیارک کشف شده‌است که در ۲۷ اکتبر ۱۹۸۹ کشف شد. در سال 2002 اتحادیه بین‌المللی اخترشناسی به پاس خدمات دانشگاه ملی تاراس شفچنکو کیف در ارتقاء سطح علم و فرهنگ و آموزش در اوکراین و با پیشنهاد کلیم چوریوموف این سیارک را به اسم «4868 Knushevia» نامگذاری نمود که مخفف انگلیسی نام Taras Shevchenko National University of Kyiv می‌باشد.
قدر مطلق سیارک برابر ۱۴.۸ است.